# گرامیان
گرامیان (انگلیسی: Gram matrix), ماتریس گرام (یا گرامین) یک ابزار مهم در جبر خطی است که برای مجموعه‌ای از بردارها در یک فضای ضرب داخلی تعریف می‌شود. این ماتریس، یک ماتریس هرمیتی است که درایه‌های آن از ضرب داخلی هر دو بردار تشکیل شده‌اند. به زبان ساده‌تر، ماتریس گرام شباهت بین بردارها را نشان می‌دهد. اگر بردارهای مورد نظر ستون‌های یک ماتریس X باشند، ماتریس گرام برابر با {\displaystyle X^{\dagger }X}  خواهد بود، که {\displaystyle X^{\dagger }}  نشان‌دهنده ترانهاده مزدوج ماتریس {\displaystyle X}  است. این فرمول برای بردارهای با مختصات مختلط کاربرد دارد و برای بردارهای با مختصات حقیقی به {\displaystyle X^{T}X}  ساده می‌شود.

## کاربرد
یکی از کاربردهای کلیدی ماتریس گرام، بررسی استقلال خطی بردارهاست. مجموعه‌ای از بردارها تنها در صورتی مستقل خطی هستند که دترمینان ماتریس گرام آنها (که به آن دترمینان گرام نیز گفته می‌شود) غیرصفر باشد. این ویژگی به ما کمک می‌کند تا بفهمیم آیا یک مجموعه از بردارها اطلاعات تکراری دارند یا هر کدام اطلاعات منحصر به فردی را ارائه می‌دهند. به عنوان مثال، در فضای اقلیدسی {\displaystyle R^{n}}  با ضرب نقطه‌ای استاندارد، ماتریس گرام به سادگی از ضرب ترانهاده ماتریس  {\displaystyle V} (که ستون‌هایش بردارها هستند) در خود V به دست می‌آید.
ماتریس‌های گرام در حوزه‌های مختلفی مانند شیمی کوانتومی (به عنوان ماتریس همپوشانی)، نظریه کنترل، روش اجزا محدود و یادگیری ماشین (در توابع کرنل) کاربرد دارند. همچنین، این ماتریس‌ها همیشه مثبت نیمه معین هستند، به این معنی که تمام مقادیر ویژه آنها غیر منفی است. این خاصیت از آنجا ناشی می‌شود که می‌توان هر ماتریس گرام را به صورت ضرب  {\displaystyle X^{\dagger }X}  نوشت و فرم  {\displaystyle x^{\dagger }Gx} همیشه بزرگتر یا مساوی صفر خواهد بود.

## نام
نام ماتریس گرام (یا گرامین) از یورگن پدرسن گرم گرفته شده است.